# Joachim Van Damme
Joachim Van Damme, né le 23 juillet 1991 à Beveren en Belgique, est un footballeur belge qui évolue comme milieu défensif au Standard de Liège.

## Palmarès
- Championnat de Belgique D2 : 
  - Champion : 2019
- Coupe de Belgique
  - Vainqueur : 2019